# 拉沃尔
拉沃尔（法語：Lavaur，法語發音：[lavɔʁ]）是法国塔恩省的一个市镇，属于卡斯特尔区。

## 地理
拉沃尔（43°41'56"N, 1°49'8"E）面积62.83 平方千米，位于法国奧克西塔尼大區塔恩省，该省份为法国南部内陆省份，北起顺时针与阿韦龙省、埃罗省、奥德省、上加龙省和塔恩-加龙省接壤。
与拉沃尔接壤的市镇（或旧市镇、城区）包括：圣让德里沃、韦尔费伊、昂布尔、贝尔卡斯泰勒、菲亚克、加里格、圣乔治堡、拉库戈特卡杜勒、吕冈、马尔藏斯、马萨克-塞朗、圣阿尼昂、泰索德、维泰尔布、维维耶莱拉沃尔。

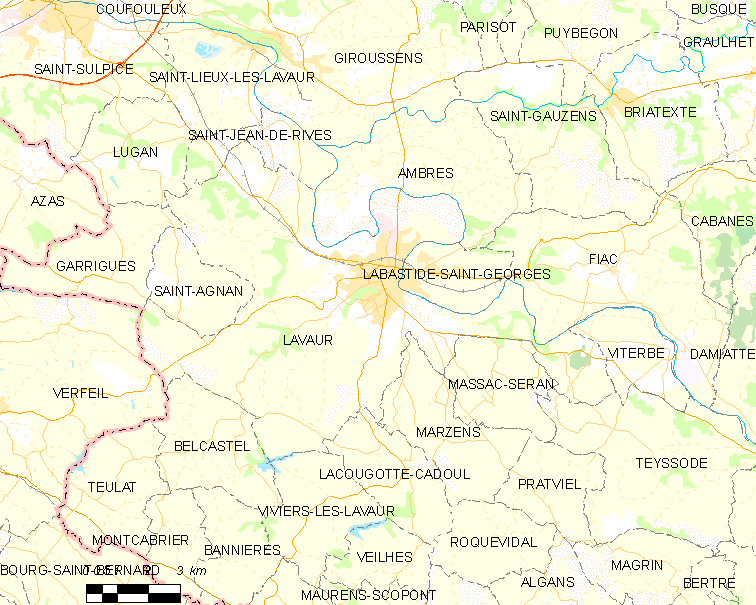
拉沃尔的OSM定位图

拉沃尔的时区为UTC+01:00、UTC+02:00（夏令时）。

## 行政
拉沃尔的邮政编码为81500，INSEE市镇编码为81140。

## 政治
拉沃尔所属的省级选区为拉沃尔-科卡涅县。

## 人口

1962-2008年间拉沃尔人口变化图示

拉沃尔于2022年1月1日时的人口数量为10884人。